# Ntone Edjabe
 (avril 2023).
Ntone Edjabe est un écrivain camerounais, journaliste, DJ et rédacteur fondateur du magazine Chimurenga, né en 1970 à Douala au Cameroun.

## Biographie
Ntone Edjabe est né à Douala au Cameroun, est allé à Legos au Nigeria, où il a commencé ses études. En 1993, il a arrêté ses études pour se rendre en Afrique du Sud. Là-bas, il travaille comme journaliste, écrivain, DJ et coach en basketball.
En 1997, il devient cofondateur et manageur du Marché Pan Africain. En 2002, il crée chimenga magazine. En 2004, il était facilitateur de « Time of thé writer », et en 2007 il a participé à sa 10eme édition au centre de créativité d'art à l'université de Edjabe est le cofondateur et membre du DJ Collective fong Kong Bantu soundsystem. En 2011, Edjabe gagne le prix principal de Prince Claude Award, avec sa plateforme chimenga.

### Carrière
En 2002, Edjabe est devenu fondateur et directeur du magazine Chimurenga et conservateur de la série de publications African Cities Reader avec Edgar Pieterse. Il a coprésenté l'émission de radio Soul Makossa sur Bush Radio 89.5, une station basée au Cap. Il est conservateur avec Neo Muyanga de la Station spatiale panafricaine (PASS). Parmi les publications auxquelles il collabore figurent Politique africaine, L'Autre Afrique et BBC Focus on Africa.

## Référence
1. ↑  Ntone Edjabe et Dominique Malaquais, « Corps, ville, violence. « Why blackman dey carry shit » », Politique africaine, vol. 100, no 4,‎ 2005, p. 106 (ISSN 0244-7827 et 2264-5047, DOI 10.3917/polaf.100.0106, lire en ligne, consulté le 8 avril 2023)